# Distretto di Thika
Il distretto di Thika (in inglese: Thika District) era un distretto della Provincia Centrale del Kenya.
È stato soppresso nel 2013, quando è stato accorpato alla contea di Kiambu.
| Controllo di autorità | VIAF (EN) 157281589 · LCCN (EN) n97901079 · J9U (EN, HE) 987007547462405171 |